# Вильнюсское метро
Вильнюсское метро (лит. Vilniaus metropolitenas) — планируемый и проектирующийся метрополитен в столице Литвы — городе Вильнюсе.

## История
С 2007 года в Вильнюсе велись дискуссии о выборе дальнейшего пути развития общественного транспорта в городе. В 2008 году стали прорабатываться два решения: скоростной трамвай или метро. В конце 2011 года было принято окончательное решение в пользу скоростного трамвая — как более дешёвого и более соответствующего городским пассажиропотокам, но вопрос создания метрополитена не был снят с повестки дня.
В феврале 2014 года Правительство Литвы утвердило подготовленный проект закона об использовании концессии для строительства в городе метрополитена. В случае его одобрения в Парламенте страны и появления инвестора, в литовской столице может быть построено до трёх линий подземки, которые пройдут по самым оживлённым маршрутам пассажиров и самым густонаселённым районам города. По предварительным подсчётам, прокладка трёх линий подземки обойдётся бюджету в 4 млрд литов (1,2 млрд евро).
Сторонником скоростного трамвая был мэр Вильнюса — Артурас Зуокас; в то время как следующий мэр — Юозас Имбрасас — оптимальным решением считал метрополитен.
14 апреля 2021 года правительство Литовской Республики согласилось с выводом министерства транспорта и связи Литвы, что проект метрополитена не является приоритетным для государства.
На момент 2023 года, проект Вильнюсского метрополитена выглядит заброшенным. Сайт метрополитена с начала 2022 не работает, а сами власти города молчат про данный проект.

## Линии
Предполагаемые первые три линии метро:
1. Красная: Судярве — Валакумпяй
2. Зелёная: Пашилайчяй — Вокзал — Лаздинай (Кольцевая)
3. Синяя: Буйвидишкес — Саулетекис